# PDF417
PDF417 è un formato di codice a barre lineare impilato; è usato in una varietà di campi, principalmente per trasporti, carte di identificazione e gestione dell'inventario. È lo standard ISO 15438, ed è stato inventato da Ynjiun P. Wang (che lavorava per le Symbol Technologies) nel 1991.
L'acronimo PDF sta per Portable Data File, mentre il codice 417 indica che ogni pattern del codice consiste di quattro tra barre e spazi ed è lungo 17 unità.

## Applicazioni
PDF417 è utilizzato in molte applicazioni da organizzazioni sia commerciali che governative. PDF417 è uno dei formati (insieme a Data Matrix) che può essere utilizzato per stampare le affrancature accettate dallo United States Postal Service. PDF417 è utilizzato anche dallo standard Bar Coded Boarding Pass (BCBP) del settore aereo come codice a barre 2D per le carte d'imbarco cartacee. PDF417 è lo standard selezionato dal Dipartimento della sicurezza interna degli Stati Uniti d'America come tecnologia di lettura ottica per le patenti di guida conformi allo standard statunitense RealID e le carte d'identità rilasciate dallo stato. I codici a barre PDF417 sono inclusi anche sui visti e sulle carte di attraversamento della frontiera emessi dallo Stato di Israele.

## Formato
Il codice a barre PDF417  è composto da 3 a 90 righe, ognuna delle quali è come un piccolo codice a barre lineare. Ogni riga ha:
- una quiet zone. Si tratta di una quantità minima di spazio bianco obbligatorio prima dell'inizio del codice a barre.
- un modello iniziale che identifica il formato come PDF417.
- un codice "riga sinistra" contenente informazioni sulla riga (come il numero di riga e il livello di correzione degli errori)
- 1–30 dati di caratteri alfanumerici: le parole in codice sono un gruppo di barre e spazi che rappresentano uno o più numeri, lettere o altri simboli.
- un codice "riga destra" con ulteriori informazioni sulla riga.
- uno schema di arresto.
- un'altra quiet zone.

Tutte le righe hanno la stessa larghezza e ogni riga ha lo stesso numero di parole di codice.